# Lepus comus
A Lebre-de-Yunnan (Lepus comus) é um leporídeo endêmico da China.